# Каджано (Кампания)
Каджано (итал. Caggiano) — коммуна в Италии, располагается в регионе Кампания, в провинции Салерно.
Население составляет 3010 человек, плотность населения составляет 86 чел./км². Занимает площадь 35 км². Почтовый индекс — 84030. Телефонный код — 0975.
Покровителем населённого пункта считается Антоний Падуанский. Праздник ежегодно празднуется 13 июня.

## Известные уроженцы и жители
- Акилле Бонито Олива (род. 1939) — ведущий итальянский арт-критик, куратор, теоретик искусства; родоначальник движения «траесавангард».